# Annette Crosbie
Annette Crosbie (Gorebridge, 12 febbraio 1934) è un'attrice scozzese.

## Biografia
Annette Crosbie ha avviato la sua carriera nel 1956 con la Glasgow Citizens' Theatre Company. Ha raggiunto successo nel 1970, interpretando Caterina d'Aragona nella miniserie Le sei mogli di Enrico VIII, ruolo con il quale ha vinto un British Academy Television Award come Miglior attrice. Cinque anni più tardi ha trionfato nella medesima categoria grazie alla sua interpretazione della Regina Vittoria in Edoardo VII principe di Galles. Nel 1976, grazie a La scarpetta e la rosa, è stata candidata ad un BAFTA alla migliore attrice non protagonista e ha vinto un Evening Standard British Film Award.
Nel 1980 ha recitato ne La spada di Hok, mentre dal 1990 al 2000 nella sitcom One Foot in the Grave. Nel 1998 è stata nominata Ufficiale dell'Impero Britannico. Successivamente è apparsa in Into the Woods, film musicale diretto da Rob Marshall.

## Vita privata
È stata sposata con Michael Griffiths; la coppia ha avuto due figli, Owen e Selina, quest'ultima anch'ella attrice.

## Filmografia

### Cinema
- The Bridal Path, regia di Frank Launder (1959)
- Sky West and Crooked, regia di John Mills (1965)
- Detective privato... anche troppo (Follow Me!), regia di Carol Reed (1972)
- La scarpetta e la rosa (The Slipper and the Rose - The Story of Cinderella), regia di Bryan Forbes (1976)
- Mr Smith, regia di Adrian Lyne (1976)
- La spada di Hok (Hawk the Slayer), regia di Terry Marcel (1981)
- Prova d'innocenza (Ordeal by Innocence), regia di Desmond Davis (1984)
- The Pope Must Die, regia di Peter Richardson (1991)
- Leon the Pig Farmer, regia di Vadim Jean e Gary Sinyor (1992)
- Shooting Fish, regia di Stefan Schwartz (1997)
- The Debt Collector, regia di Anthony Neilson (1999)
- Calendar Girls, regia di Nigel Cole (2003)
- La nostra vacanza in Scozia (What We Did on Our Holiday), regia di Andy Hamilton e Gay Jenkin (2014)
- Into the Woods, regia di Rob Marshall (2014)
- L'esercito di papà (Dad's Army) , regia di Oliver Parker (2016)

### Televisione
- The White Rabbit – serie TV, 3 episodi (1967)
- Le sei mogli di Enrico VIII (The Six Wives of Henry VIII) – miniserie TV (1970)
- Callan – serie TV, 2 episodi (1970)
- Play of the Month – serie TV, 2 episodi (1970-1977)
- Play for Today – serie TV, 3 episodi (1970-1980)
- A Picture of Katherine Mansfield – serie TV, 5 episodi (1973)
- Edoardo VII principe di Galles (Edward the Seventh) – serie TV, 10 episodi (1975)
- Lillie – serial TV, 2 episodi (1978)
- The House on the Hill – serie TV, 3 episodi (1981)
- The Member for Chelsea – serie TV, 3 episodi (1981)
- Paradise Postponed – miniserie TV, 10 episodi (1986)
- Screen – serie TV, 3 episodi (1986-1989)
- Take Me Home – serie TV, 3 episodi (1989)
- Summer's Lease – serie TV, 2 episodi (1989)
- Colin's Sandwich – serie TV, 2 episodi (1990)
- One Foot in the Grave – serie TV, 41 episodi (1990-2000)
- Doctor Finlay – serie TV, 27 episodi (1993-1996)
- An Unsuitable Job for a Woman – serie TV, 4 episodi (1997-1999)
- Waking the Dead – serie TV, 2 episodi (2001)
- L'ispettore Barnaby (Midsomer Murders) – serie TV, episodio 8x07 (2005)
- Little Dorrit – serie TV, 6 episodi (2008)
- Hope Springs – serie TV, 8 episodi (2009)
- Henry IX – serie TV, 4 episodi (2017)

## Doppiatrici italiane
- Maria Pia Di Meo ne La scarpetta e la rosa (voce)
- Gianna Spagnulo ne La scarpetta e la rosa (canto)
- Valeria Valeri in Calendar Girls
- Graziella Polesinanti in Into the Woods